# Babe (Sopot)
Pour les articles homonymes, voir Babe (homonymie).

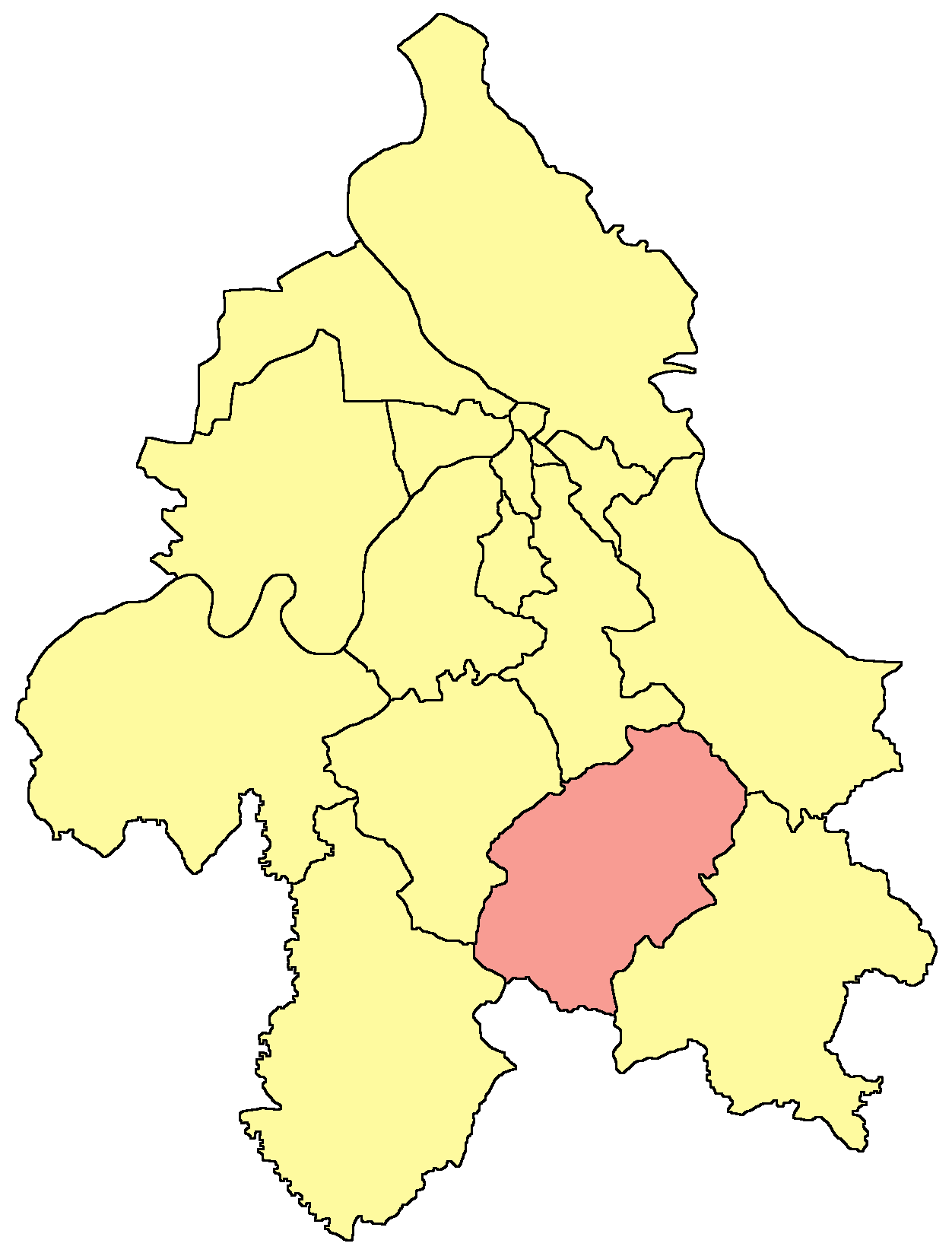
Localisation de la municipalité de Sopot dans la Ville de Belgrade

Babe (en serbe cyrillique : Бабе) est un village de Serbie situé dans la municipalité de Sopot et sur le territoire de la Ville de Belgrade. Au recensement de 2011, il comptait 348 habitants.
Babe est situé au nord-est du mont Kosmaj.

## Démographie

### Évolution historique de la population
| 1948 | 1953 | 1961 | 1971 | 1981 | 1991 | 2002 | 2011 |
| ---- | ---- | ---- | ---- | ---- | ---- | ---- | ---- |
| 606  | 632  | 532  | 371  | 297  | 278  | 332  | 348  |

|  |